# Александер Хиронимус фон Шьонбург-Хартенщайн
Александер Хиронимус Мария Алойз Карл Инокенц фон Шьонбург-Хартенщайн (на немски: Alexander Hieronymus Maria Aloys Karl Innocenz von Schönburg-Hartenstein; * 28 юли 1888, Волфщал, Долна Австрия; † 20 януари 1956, Виена) е 5. княз на Шьонбург-Хартенщайн.

## Произход
Той е големият син на австро-унгарския генерал-полковник 4. княз Алоиз фон Шьонбург-Хартенщайн (1858 – 1944) и графиня Йохана фон Колоредо-Мансфелд (1867 – 1938), дъщеря на граф Хиронимус Фердинанд Рудолф фон Мансфелд (1842 – 1881) и графиня Аглае Фестетикс де Толна (1840 – 1897). Внук е на дипломата 3. княз Йозеф Александер фон Шьонбург-Хартенщайн (1826 – 1896) и принцеса Каролина Йозефа фон Лихтенщайн (1836 – 1885).

## Фамилия
Александер фон Шьонбург-Хартенщайн се жени на 2 април 1913 г. във Виена за принцеса Агата фон Ауершперг (* 6/8 април 1888, дворец Голдег; † 13 октомври 1973, Виена), дъщеря на княз Карл Мария Александер фон Ауершперг (1859 – 1927) и графиня Елеонора Гобертина фон Бройнер-Енкефойрт (1864 – 1920). Те имат 12 деца:
- Елеонора Мария Йохана Агата Гобертина Виктория (1914 – 1986), омъжена в Рим на 25 юли 1950 г. (развод 1961) за Томас Емет (* 1915, Ню Йорк)
- Алойз Франц Йозеф Хиронимус Мария (1916 – 1945, в битка в Прага), наследствен принц, женен (цив) в Хартенщайн на 31 декември 1944 г., (рел) в Ауе, Саксония, на 1 януари 1945 г. за Елизабет фон Трота (1920 – 1994)
- Карл Александер Хиронимус Францискус Мария (1918 – 1938, катастрофа с кола)
- Йоханес Рупрехт Францискус Мария (1919 – 1943, изчезнал при Сталинград)
- Хиронимус Гюнтер Мария (1920 – 1992), княз, женен (цив) в Мюнхен на 29 март 1946 г., (рел) в Максенсру при Именщат на 2 април 1946 г. за графиня Матилда фон Татенбах (1905 – 1981)
- Йохана Аглае Елеонора Мария (1922 – 1985), омъжена във Виена (цив) на 16 февруари 1943 г., (рел) на 18 февруари 1943 г. за граф Игнац фон Атемс (1918 – 1986)
- Адолф Александер Карл Мария (1923 – 1943, убит в биката при Шлиселбург)
- Алфред Карл Паул Мария (1926 – 1944, убит в биката при Ст. Аволд, Саар)
- Хервард (1927 – 1945, убит в битката при Отфрезен, Харц)
- Карл Александер Октавиан Францискус Северин Мария (* 1930), княз, женен във Виена на 16 февруари 1950 г. за принцеса Маргарета фон Виндиш-Грец (* 1928)
- Каролина Константина Роза Мария (* 1931), омъжена в Панама Сити (цив) на 30 юли 1987 г., (рел) на 31 юли 1987 г. (развод) за Марио Лазерна Пинцон (* 1923, Париж)
- Константин Рудолф (* 1933), женен във Виена (цив) на 1 август 1958 г., (рел) на 4 август 1958 г. за Матилд Хартенщайн (* 1929, Сао Пауло)